# Principat de Jetpur
El principat de Jetpur fou un estat tributari protegit a l'agència de Kathiawar, presidència de Bombai, que es va fraccionar enm moltes branques fins que fou abolit per aquesta causa el 9 d'agost de 1937.
El Tarikh-i-Surath assenyala que el primer nawab de Junagarh Bahadur Khan I, va concedir Jetpur a Vala Vira, cap de la trobu Vala. Viro Naja Desa de Chital va ajudar els Vales de Bagasra (dirigits per Vala Samnat) en el seu feu contra Vaijo Khasia de Mitiala; Vala Samnat va morir en la batalla; en agraïment a l'ajut de Viro Naja, els Vales de Bagasra li haurien donat Jetpur que havien adquirit del Khadia Balutxis que al seu tron l'havien rebut del governador local musulmà de l'època corresponent. Posteriorment Jetpur fou conquerida a Champraj, besnet de Jetha Naja, per Shams Khanm un sardar (noble) musulmà; la regió va restar desorganitzada durant un temps però rls descendents de Champraj van recuperar el poder al cap dels anys.
L'estat inicial de Naja Desa es va ramificar en diverses rames que van arribar a ser 20 vers 1901 i eren 16 al moment en què l'estat fou abolit i segurament reconstruït unitariament. Els dos fills de Naja Desa, Viro i Jeto, van fundar les branques Jetpur Virani i Jetpur Jethani. Els dos fills de Viro van originar les branques de Oghad Virani i Khantad Virani; els dos fills de Jeto vamn crear les branques Vikamshi Jethani i Bhoko Jethani. El 1901 les quatre branques principals amb jurisdicció de tercera i quarta classe, eren:
- Jetpur Devli
- Jetpur Vadia
- Jetpur Mulu Surag
- Jetpur Naja Kala

El 1937 s'hauria format un principat amb diversos estats menors que apareix governat per Mulu Surag (1937-1948). Segells de correus i taxes amb la llegenda «Jetpur State» apareixen entre 1937 i 1940.